# 模拟火车 (2009年游戏)
《模拟火车》，原名「铁路工厂」，是由Dovetail Games开发的火车模拟游戏。  游戏与EA发行的《模拟火车》相似。它于2009年6月12日在线上发布，于2009年7月3日在线下发布。 
游戏使用Steam激活并在该平台上提供游戏更新，以可下载内容的形式提供其他路线和机车。自2010年以来游戏已发布了从《RailWorks 2: Train Simulator》、《RailWorks 3: Train Simulator 2012》、《Train Simulator 2013》到《Train Simulator 2020》的10次重大版本更新。

## 可下载内容
游戏目前拥有577个DLC，总售价超过￥25,000，因而被玩家公认为“DLC地狱”之一。